# Мироненко Парасковія Іванівна
Парасковія Іванівна Мироненко (1918, село Мирони, тепер Семенівського району Полтавської області — ?) — українська радянська діячка, зоотехнік, завідувачка тваринницьких ферм колгоспу імені Тельмана Оболонського району Полтавської області. Депутат Верховної Ради СРСР 3-го скликання.

## Життєпис
Народилася в бідній селянській родині. У 1936 році закінчила неповну середню школу, а у 1941 році — Новополтавський зоотехнікум Миколаївської області.
З липня по жовтень 1941 року працювала зоотехніком Чаплинського районного відділу сільського господарства Миколаївської області.
З 1941 по 1943 рік проживала в рідному селі Мирони на окупованій німецькими військами території.
З вересня 1943 по січень 1944 року працювала в колгоспі імені Тельмана Оболонського району Полтавської області.
У 1944—1947 роках — дільничний зоотехнік Оболонського районного відділу сільського господарства Полтавської області.
З 1947 року — зоотехнік, завідувачка тваринницьких ферм колгоспу імені Тельмана Оболонського району Полтавської області.
Подальша доля невідома.